# Microsoft Office 98 Macintosh Edition
Microsoft Office Edition 98 Macintosh a fost lansată la San Francisco pe 6 ianuarie 1998. Office 98 aplicații utilizează aceleași formatele de fișiere ca Office 97 pentru Windows.

Aplicațiile incluse au fost:
- Microsoft PowerPoint 98
- Microsoft Word 98
- Microsoft Excel 98
- Outlook Express 4.0
- Internet Explorer 4.0